# Saul Cernihovski
Saul Cernihovski (în ebraică שאול טשרניחובסקי, transliterat: Shaul Tshernihovski, în rusă Саул Гутманович Черниховский; n. 20 august 1875, Mîhailivka⁠(d), Melitopolsky Uyezd⁠(d), gubernia Taurida, Imperiul Rus – d. 14 octombrie 1943, Ierusalim, Palestina sub mandat britanic) a fost un poet și dramaturg evreu de limba ebraică originar din Ucraina, medic de profesie. După peregrinări prin mai multe țări europene, în 1931 se stabilește la Tel Aviv, pe atunci în Palestina sub mandat britanic.
Este unul dintre creatorii poeziei evreiești moderne, fiind unul dintre cei mai mari poeți de limbă ebraică.
În versurile sale evocă situația evreilor din întreaga lume, atmosfera sumbră a ghetoului.

## Opera
- 1922: Cărticică de sonete ("Mahberet Sonetot");
- 1922: Povestiri ("Sipurim")
- 1923: Cartea idilelor ("Sefer ha-idiljot");
- 1924: Noi poeme ("Shirim Hadashim");
- 1929: Bar Kochba ("Bar-Kochva");
- 1930: Balade ("Sefer Ha-Baladot").

## Premii și distincții
Cernihovski a primit de două ori "Premiul Bialik pentru Literatură", în 1940 și în 1942.
După moartea sa, municipalitatea din Tel Aviv, instituie premiul, care poartă numele poetului, pentru cea mai bună traducere.
De asemenea, o școală din același oraș, precum și Centrul Scriitorilor Evrei poartă numele scriitorului.